# Vorde-Fiskbæk-Romlund Landkommune
Vorde-Fiskbæk-Romlund sognekommune var i 1842-1970 en landkommune i Nørlyng Herred i Viborg Amt. 
Fra 1918 til 1970 var Løgstrup kommunens hovedby.
Kommunen ansatte i 1951 en kæmner (kommunekasserer). Indtil da blev alle opgaver varetaget af det valgte sogneråds medlemmer. I 1800-tallet fik de ikke løn, men fra 1904 måtte man bruge 30 øre pr. indbygger – i 1933 forhøjet til 1,25 kr. – til medhjælp, hvilket i praksis betød at pengene blev udbetalt til sognerådets formand og kasserer. Hele kommunens administration og økonomi kunne rummes i et jalousiskab og et pengeskab, der flyttede med, når der blev valgt ny formand og kasserer.
Fra starten holdt sognerådet sine møder privat, men fra 1918 blev Gæstgiveriet i Løgstrup det faste mødested. Da kæmneren blev ansat, købte sognerådet huset i Borgergade 9, som blev indrettet til kontor og bolig for ham og hans familie, og i 1953 blev det til et egentligt kommunekontor, så Løgstrup blev hovedby i kommunen. Vorde-Fiskbæk-Romlund indgik ved kommunalreformen i 1970 i den daværende Viborg Kommune.

## Pastorater
Vorde-Fiskbæk-Romlund var i mange år et selvstændigt Pastorat, men sognene indgår nu i Vorde-Fiskbæk-Romlund-Tårup-Kvols Pastorat.